# 宇井愛美
宇井 愛美（うい まなみ、1986年12月21日 - ）は、日本のファッションモデル。千葉県香取郡多古町出身。

## 略歴
レプロエンタテインメント主催「レプロガールズオーディション2008」でファイナリストとなり、ファッション雑誌『JJ』の専属モデルとしてデビューした。

## 人物
姉はプロサーフィン選手の宇井初美。
2013年12月21日、自身の27歳の誕生日にプロサッカー選手の田中順也と結婚。2014年7月16日に第1子女児を出産した。

## 出演

### テレビ
- ズームイン!!SUPER（日本テレビ）
  - 東京HOTスタイル（2009年10月 - 2010年3月26日） - リポーター／毎週金曜日
  - お天気「Ui-chan Weather」キャスター兼「TOKYO HIT CLIP」担当（2010年3月29日 - 2011年3月31日）
- 踊る!さんま御殿!!（2010年11月2日、日本テレビ）
- 1億人の大質問!?笑ってコラえて!（2010年11月24日・2011年2月9日、日本テレビ）
- 資格☆はばたく「産業カウンセラー」（2011年10月、NHK Eテレ） - マンスリーゲスト
- らくらく!大人倶楽部（2012年4月 - 2013年3月23日、BS日テレ）
- 東京上級デート＃16 葉山町（2012年7月18日、テレビ朝日）
- 欧州蹴球ダイジェスト（2012年8月 - 、フジテレビONE・フジテレビNEXT） - 進行役
- ふたり道（2013年 - 、BS日テレ） - 自動車教習所生徒 役

### CM
- サントリー酒類
- KDDI

### PV
- LGYankees - LG's Life (NO DOUBT TRACKS)
- DEEP - 君じゃない誰かなんて〜Tejina〜

## 書籍

### 雑誌
- SPRiNG（宝島社） - モデル
- 自転車と旅（実業之日本社） - 連載記事執筆
- JJ（光文社）
- Ray（主婦の友社）